# 迪克森斯米爾斯 (阿拉巴馬州)
迪克森斯米爾斯（英語：Dixon's Mills）是一個位於美國阿拉巴馬州馬倫戈縣的非建制地區。該地的面積和人口皆未知。

## 地理
迪克森斯米爾斯的座標為32°03′29″N 87°47′15″W / 32.05806°N 87.78750°W，而該地的平均海拔高度為63米（即207英尺）。